# لیگ برتر فوتبال ایران ۸۸–۱۳۸۷
لیگ برتر فوتبال ایران ۸۸–۱۳۸۷ هشتمین دوره جام خلیج فارس و بیست و هفتمین دوره لیگ فوتبال ایران که توسط فدراسیون فوتبال ایران برگزار شد.
تیم استقلال تهران برای هفتمین بار قهرمان این دوره از رقابت‌ها شد و به مسابقات لیگ قهرمانان آسیا ۲۰۱۰ راه پیدا کرد و تیم مس کرمان مقام سوم و تیم سپاهان اصفهان مقام چهارم لیگ برتر را به‌دست‌آوردند و به لیگ قهرمانان آسیا راه یافتند. ((تیم ذوب آهن اصفهان هم که به مقام دومی رسیده بود با قهرمانی جام حذفی به لیگ قهرمانان آسیا راه یافت)).

## تیم‌ها بر پایه استان
| استان       | تعداد تیم‌ها | تیم‌ها                                       |
| ----------- | ----------- | ------------------------------------------- |
| تهران       | ۵           | استقلال ، پرسپولیس ، سایپا ، راه‌آهن ، پیکان |
| خوزستان     | ۲           | استقلال اهواز ، فولاد خوزستان               |
| اصفهان      | ۲           | سپاهان ، ذوب آهن                            |
| فارس        | ۲           | فجر سپاسی ، برق شیراز                       |
| گیلان       | ۲           | ملوان ، داماش                               |
| خراسان رضوی | ۲           | ابومسلم ، پیام                              |
| کرمان       | ۱           | مس                                          |
| قم          | ۱           | صبا قم                                      |
| همدان       | ۱           | پاس همدان                                   |

## تیم‌ها
| تیم           | شهر    | ورزشگاه          | گنجایش | سرمربی            | کاپیتان          | فصل قبل   |
| ------------- | ------ | ---------------- | ------ | ----------------- | ---------------- | --------- |
| ابومسلم       | مشهد   | ثامن             | ۳۵٬۰۰۰ | -                 | سعید خانی        | ۴م        |
| استقلال اهواز | اهواز  | تختی اهواز       | ۳۰٬۰۰۰ | خداداد عزیزی      | افشین کمایی      | ۸م        |
| استقلال       | تهران  | آزادی            | ۹۰٬۰۰۰ | امیر قلعه‌نویی     | فرهاد مجیدی      | ۱۳م       |
| برق شیراز     | شیراز  | حافظیه           | ۲۰٬۰۰۰ | رسول کربکندی      | ستار زارع        | ۷م        |
| پاس همدان     | همدان  | قدس              | ۵٬۰۰۰  | وینکو بگوویچ      | امید خورج        | ۵م        |
| پیروزی        | تهران  | آزادی            | ۹۰٬۰۰۰ | نلو وینگادا       | کریم باقری       | قهرمان    |
| پیام          | مشهد   | ثامن             | ۳۵٬۰۰۰ | کاظم غیاثیان      | مهدی هاشمی نسب   | صعود کرده |
| پیکان         | قزوین  | رجایی            | ۵٬۰۰۰  | علی‌اصغر مدیرروستا | محمد رضا تهماسبی | ۹م        |
| داماش گیلان   | رشت    | سردارجنگل        | ۱۵٬۰۰۰ | استانکو پاکلپوویچ | محمد رضا مهدوی   | ۱۵م       |
| ذوب آهن       | اصفهان | ورزشگاه فولادشهر | ۱۵٬۰۰۰ | منصور ابراهیم‌زاده | محمد سلسالی      | ۶م        |
| راه آهن       | شهر ری | راه آهن          | ۱۵٬۰۰۰ | مهدی تارتار       | احمد تقوی        | ۱۲م       |
| سایپا         | کرج    | انقلاب کرج       | ۱۵٬۰۰۰ | محمد مایلی کهن    | ابراهیم صادقی    | ۱۱م       |
| سپاهان        | اصفهان | ورزشگاه فولادشهر | ۱۵٬۰۰۰ | فرهاد کاظمی       | محرم نویدکیا     | ۲م        |
| صبا قم        | قم     | یادگار امام      | ۱۵٬۰۰۰ | فیروز کریمی       | یحیی گل محمدی    | ۳م        |
| فولاد خوزستان | اهواز  | تختی اهواز       | ۱۵٬۰۰۰ | مجید جلالی        | علی بداوی        | صعود کرده |
| مس کرمان      | کرمان  | شهید باهنر       | ۱۵٬۰۰۰ | پرویز مظلومی      | فرزاد حسین خانی  | ۱۰م       |
| مقاومت سپاسی  | شیراز  | حافظیه           | ۲۰٬۰۰۰ | غلامحسین پیروانی  | مصطفی صبری       | ۱۴م       |
| ملوان         | انزلی  | تختی انزلی       | ۲۰٬۰۰۰ | محمد احمدزاده     | مسعود غلامعلیزاد | ۱۶م       |

- در اواسط فصل باشگاه فوتبال پگاه گیلان فعالیت‌های خود را متوقف کرده و داماش ایرانیان (آب معدنی داماش) با مدیر عاملی امیر عابدینی امتیاز این باشگاه را خریده و به داماش ایرانیان تغییر نام داد.
- تیم فوتبال ابومسلم در بازی آخر بدون سرمربی حاضر شد و مدیرعامل این تیم بر روی نیمکت نشست.
- اصغر مدیر روستا که از تیم پیکان اخراج شده بود بعد از چند روز دوباره به عنوان سرمربی تیم انتخاب شد.

فهرست زیر تیم‌هایی هستند که در میانه فصل اقدام به تعویض مربی کرده‌اند.
| تیم           | مربی              | ملیت                        |
| ------------- | ----------------- | --------------------------- |
| ابومسلم       | هادی برگی زر      | ایران                       |
| داماش گیلان   | بیژن ذوالفقارنسب  | ایران                       |
| راه آهن       | داوود مهابادی     | ایران                       |
| سایپا         | پیر لیتبارسکی     | آلمان                       |
| سپاهان        | انگین فیرات       | ترکیه · آلمان               |
| پرسپولیس      | افشین قطبی        | ایران · ایالات متحده آمریکا |
| پیام          | خداداد عزیزی      | ایران                       |
| ابومسلم       | امیر حسین پیروانی | ایران                       |
| سپاهان        | حسین چرخابی       | ایران                       |
| داماش گیلان   | حسین عبدی         | ایران                       |
| برق شیراز     | محمد عباسی        | ایران                       |
| پیام          | عباس چمنیان       | ایران                       |
| پیروزی        | افشین پیروانی     | ایران                       |
| استقلال اهواز | اکبر میثاقیان     | ایران                       |
| برق شیراز     | فرشاد پیوس        | ایران                       |
| پیام          | مجید حسینی پور    | ایران                       |
| راه آهن       | محمود یاوری       | ایران                       |
| پیکان قزوین   | علی‌اصغر مدیرروستا | ایران                       |
| ابومسلم       | علی حنطه          | ایران                       |

## جدول رده‌بندی
| رتبه | تیم           | بازی | برد | مساوی | باخت | گل زده | گل خورده | گل تفاضل | امتیاز | صعود یا سقوط                                |
| ---- | ------------- | ---- | --- | ----- | ---- | ------ | -------- | -------- | ------ | ------------------------------------------- |
| ۱    | استقلال       | ۳۴   | ۱۹  | ۹     | ۶    | ۷۰     | ۳۴       | ۳۶+      | ۶۶     | صعود به مرحله گروهی لیگ قهرمانان آسیا ۲۰۱۰  |
| ۲    | ذوب‌آهن        | ۳۴   | ۱۹  | ۹     | ۶    | ۵۸     | ۴۲       | ۱۶+      | ۶۶     | صعود به مرحله گروهی لیگ قهرمانان آسیا ۲۰۱۰  |
| ۳    | مس            | ۳۴   | ۱۷  | ۱۰    | ۷    | ۵۴     | ۳۶       | ۱۸+      | ۶۱     | صعود به مرحله گروهی لیگ قهرمانان آسیا ۲۰۱۰  |
| ۴    | سپاهان        | ۳۴   | ۱۴  | ۱۴    | ۶    | ۴۶     | ۳۴       | ۱۲+      | ۵۶     | صعود به مرحله گروهی لیگ قهرمانان آسیا ۲۰۱۰۱ |
| ۵    | پرسپولیس      | ۳۴   | ۱۵  | ۱۰    | ۹    | ۵۰     | ۴۱       | ۹+       | ۵۵     |                                             |
| ۶    | صبا           | ۳۴   | ۱۲  | ۱۷    | ۵    | ۴۹     | ۳۶       | ۱۳+      | ۵۳     |                                             |
| ۷    | فولاد         | ۳۴   | ۱۳  | ۱۱    | ۱۰   | ۵۰     | ۴۱       | ۹+       | ۵۰     |                                             |
| ۸    | پیکان         | ۳۴   | ۱۳  | ۸     | ۱۳   | ۴۳     | ۴۲       | ۱+       | ۴۷     |                                             |
| ۹    | فجر سپاسی     | ۳۴   | ۱۱  | ۱۱    | ۱۲   | ۳۳     | ۳۷       | ۴−       | ۴۴     |                                             |
| ۱۰   | سایپا         | ۳۴   | ۱۰  | ۱۲    | ۱۲   | ۴۳     | ۵۰       | ۷−       | ۴۲     |                                             |
| ۱۱   | راه‌آهن        | ۳۴   | ۱۱  | ۸     | ۱۵   | ۳۵     | ۴۱       | ۶−       | ۴۱     |                                             |
| ۱۲   | پاس           | ۳۴   | ۱۰  | ۱۰    | ۱۴   | ۴۰     | ۴۷       | ۷−       | ۴۰     |                                             |
| ۱۳   | ملوان         | ۳۴   | ۹   | ۱۳    | ۱۲   | ۳۱     | ۴۳       | ۱۲−      | ۴۰     |                                             |
| ۱۴   | استقلال اهواز | ۳۴   | ۱۰  | ۷     | ۱۷   | ۳۷     | ۵۴       | ۱۷−      | ۳۷     |                                             |
| ۱۵   | ابومسلم       | ۳۴   | ۸   | ۱۱    | ۱۵   | ۳۴     | ۴۱       | ۷−       | ۳۵     |                                             |
| ۱۶   | پیام          | ۳۴   | ۹   | ۸     | ۱۷   | ۳۳     | ۵۲       | ۱۹−      | ۳۵     | سقوط به لیگ آزادگان ۸۹–۱۳۸۸                 |
| ۱۷   | داماش         | ۳۴   | ۶   | ۱۳    | ۱۵   | ۴۰     | ۵۶       | ۱۶−      | ۳۱     | سقوط به لیگ آزادگان ۸۹–۱۳۸۸                 |
| ۱۸   | برق شیراز     | ۳۴   | ۵   | ۹     | ۲۰   | ۳۵     | ۵۴       | ۱۹−      | ۲۴     | سقوط به لیگ آزادگان ۸۹–۱۳۸۸                 |

| قهرمان لیگ برتر فوتبال ایران ۸۸–۸۷ |
| ---------------------------------- |
| استقلال تهران                      |
| هفتمین قهرمانی                     |

## جدول نتایج
آخرین بروزرسانی: ۲۶ آوریل ۲۰۰۹
| میزبان ╲ میهمان | مسلم | برق | است | اهواز | ملو | مس  | پاس | پیک | پیا | داماش | پرس | راه | صبا | سای | سپا | فول | فجر | ذوب |
| ابومسلم         |      | ۱–۱ | ۰–۲ | ۰–۱   | ۲–۲ | ۱–۱ | ۲–۱ | ۱–۰ | ۱–۱ | ۳–۲   | ۴–۳ | ۰–۰ | ۱–۰ | ۰–۰ | ۱–۲ | ۱–۲ | ۱–۲ | ۴–۰ |
| برق شیراز       | ۲–۲  |     | ۱–۴ | ۰–۳   | ۳–۰ | ۴–۱ | ۲–۰ | ۱–۲ | ۰–۱ | ۱–۱   | ۱–۱ | ۰–۱ | ۱–۲ | ۱–۲ | ۱–۱ | ۱–۱ | ۱–۲ | ۱–۲ |
| استقلال         | ۲–۰  | ۱–۱ |     | ۶–۰   | ۳–۰ | ۲–۱ | ۱–۰ | ۳–۲ | ۵–۰ | ۴–۲   | ۱–۱ | ۲–۱ | ۲–۱ | ۱–۱ | ۱–۱ | ۰–۱ | ۵–۲ | ۲–۰ |
| استقلال اهواز   | ۱–۳  | ۱–۰ | ۰–۳ |       | ۳–۰ | ۱–۰ | ۰–۰ | ۲–۳ | ۱–۰ | ۱–۱   | ۲–۱ | ۱–۱ | ۱–۱ | ۳–۱ | ۱–۳ | ۰–۱ | ۱–۱ | ۰–۲ |
| ملوان           | ۰–۰  | ۱–۰ | ۲–۲ | ۱–۰   |     | ۱–۰ | ۲–۱ | ۱–۱ | ۰–۱ | ۱–۱   | ۲–۲ | ۰–۱ | ۱–۱ | ۲–۲ | ۱–۱ | ۳–۰ | ۱–۰ | ۱–۱ |
| مس کرمان        | ۳–۱  | ۲–۱ | ۱–۰ | ۴–۰   | ۱–۰ |     | ۲–۰ | ۴–۰ | ۳–۳ | ۱–۰   | ۱–۱ | ۲–۱ | ۳–۱ | ۱–۱ | ۲–۱ | ۳–۲ | ۲–۰ | ۲–۲ |
| پاس همدان       | ۲–۱  | ۱–۰ | ۲–۴ | ۵–۱   | ۰–۰ | ۱–۱ |     | ۲–۰ | ۱–۰ | ۳–۳   | ۰–۳ | ۱–۰ | ۰–۰ | ۲–۱ | ۰–۰ | ۰–۰ | ۱–۱ | ۲–۲ |
| پیکان           | ۲–۰  | ۱–۰ | ۱–۱ | ۱–۰   | ۳–۱ | ۱–۱ | ۱–۰ |     | ۲–۰ | ۲–۰   | ۲–۲ | ۰–۱ | ۰–۱ | ۰–۲ | ۰–۱ | ۰–۱ | ۲–۲ | ۱–۲ |
| پیام            | ۱–۰  | ۱–۲ | ۰–۱ | ۲–۱   | ۲–۰ | ۱–۲ | ۱–۴ | ۱–۱ |     | ۳–۲   | ۱–۲ | ۲–۱ | ۱–۱ | ۱–۳ | ۲–۲ | ۱–۲ | ۰–۱ | ۱–۳ |
| داماش گیلان     | ۱–۰  | ۳–۱ | ۱–۰ | ۲–۴   | ۲–۱ | ۲–۲ | ۱–۰ | ۱–۰ | ۱–۱ |       | ۱–۲ | ۲–۲ | ۱–۲ | ۱–۱ | ۱–۱ | ۰–۱ | ۱–۱ | ۲–۱ |
| پرسپولیس        | ۱–۰  | ۳–۱ | ۱–۱ | ۱–۰   | ۰–۲ | ۰–۱ | ۳–۱ | ۲–۱ | ۱–۰ | ۲–۰   |     | ۲–۰ | ۲–۲ | ۱–۱ | ۳–۲ | ۱–۰ | ۱–۲ | ۲–۲ |
| راه‌آهن          | ۳–۰  | ۳–۰ | ۱–۵ | ۲–۲   | ۱–۰ | ۰–۱ | ۲–۱ | ۱–۴ | ۰–۰ | ۱–۰   | ۱–۲ |     | ۱–۱ | ۱–۲ | ۰–۱ | ۲–۱ | ۰–۰ | ۰–۱ |
| صبای قم         | ۱–۰  | ۲–۲ | ۳–۱ | ۲–۰   | ۳–۰ | ۱–۳ | ۳–۱ | ۱–۱ | ۰–۰ | ۲–۲   | ۲–۰ | ۱–۱ |     | ۲–۰ | ۱–۱ | ۱–۱ | ۲–۰ | ۰–۰ |
| سایپا           | ۰–۰  | ۲–۲ | ۰–۲ | ۳–۲   | ۲–۱ | ۱–۱ | ۱–۳ | ۰–۱ | ۱–۲ | ۴–۱   | ۰–۱ | ۱–۰ | ۲–۴ |     | ۱–۱ | ۳–۲ | ۰–۲ | ۱–۰ |
| سپاهان          | ۲–۱  | ۱–۰ | ۲–۱ | ۲–۱   | ۰–۰ | ۱–۰ | ۲–۲ | ۲–۴ | ۳–۲ | ۱–۱   | ۰–۰ | ۲–۰ | ۲–۰ | ۲–۰ |     | ۲–۰ | ۰–۰ | ۱–۲ |
| فولاد           | ۰–۰  | ۳–۱ | ۰–۰ | ۰–۲   | ۰–۱ | ۲–۲ | ۵–۱ | ۲–۲ | ۳–۰ | ۳–۰   | ۳–۲ | ۲–۳ | ۲–۲ | ۱–۱ | ۲–۲ |     | ۰–۱ | ۴–۱ |
| فجر سپاسی       | ۰–۰  | ۰–۱ | ۴–۱ | ۱–۰   | ۲–۲ | ۲–۰ | ۰–۱ | ۱–۲ | ۰–۱ | ۱–۱   | ۱–۰ | ۱–۳ | ۱–۱ | ۰–۰ | ۱–۰ | ۰–۱ |     | ۰–۲ |
| ذوب‌آهن          | ۰–۳  | ۲–۱ | ۱–۱ | ۱–۱   | ۳–۰ | ۱–۰ | ۲–۱ | ۲–۰ | ۲–۰ | ۲–۱   | ۳–۱ | ۱–۰ | ۲–۲ | ۶–۳ | ۲–۱ | ۲–۲ | ۳–۱ |     |

منبع: http://www.iplstats.com/
۱تیمهای میزبان در جدول عمودی و میهمان در جدول افقی.
رنگ ها: آبی = برد در خانه خود; زرد = مساوی; قرمز = باخت در خانه خود.

## داوران
| #  | داوران          | تعداد قضاوت در این فصل |
| -- | --------------- | ---------------------- |
| ۱  | یداله جهانبازی  | ۲۱                     |
| ۲  | خداداد افشاریان | ۱۹                     |
| ۳  | سعید مظفری‌زاده  | ۱۸                     |
| ۴  | علیرضا فغانی    | ۱۷                     |
| ۵  | هدایت ممبینی    | ۱۷                     |
| ۶  | محمود رفیعی     | ۱۷                     |
| ۷  | احمد صالحی      | ۱۶                     |
| ۸  | تورج حق‌وردی     | ۱۶                     |
| ۹  | محسن قهرمانی    | ۱۶                     |
| ۱۰ | سعید بخشی‌زاده   | ۱۵                     |
| ۱۱ | شاهین حاج‌بابایی | ۱۵                     |
| ۱۲ | نوید مظفری      | ۱۳                     |
| ۱۳ | رحیم رحیمی‌مقدم  | ۱۳                     |

| #  | داوران        | تعداد قضاوت در این فصل |
| -- | ------------- | ---------------------- |
| ۱۴ | مسعود مرادی   | ۱۲                     |
| ۱۵ | رحیم مهرپیشه  | ۱۲                     |
| ۱۶ | قاسم واحدی    | ۱۱                     |
| ۱۷ | محسن ترکی     | ۱۱                     |
| ۱۸ | البرز حاجی‌پور | ۱۰                     |
| ۱۹ | محمدحسین اسدی | ۹                      |
| ۲۰ | سعادت باغبان  | ۸                      |
| ۲۱ | غلامرضا جباری | ۷                      |
| ۲۲ | منصور نوری    | ۶                      |
| ۲۳ | جمشید دانش‌مهر | ۳                      |
| ۲۴ | ایرج ساعدی    | ۲                      |
| ۲۵ | فرشید افشار   | ۱                      |
| ۲۶ | سعد کمیل      | ۱                      |

## آمار بازیکنان

### گلزنان
۲۰
- آرش برهانی (استقلال تهران)[۳][۴][۵][۶][۷][۸]

۱۸
- اشپیتیم آرفی (پیام خراسان)

۱۶
- ایگور کاسترو (ذوب آهن اصفهان)

۱۵
- افشین چاووشی (داماش گیلان)

۱۴
- عماد رضا (سپاهان)
- فریدون فضلی (صبا قم)

۱۲
- سیاوش اکبرپور (استقلال)
- آدریانو آلوز (داماش گیلان)
- داوود حقی (راه آهن)

۱۱
- ایمان حیدری (پیکان)
- جلال رافخایی (ملوان)
- میثم بائو (ابومسلم خراسان)
- ابراهیم توره (پیروزی)
- فراز فاطمی (مس کرمان)

۱۰
- فرید عابدی (برق شیراز)
- امین متوسل زاده (مقاومت سپاسی)
- محمدرضا خلعتبری (ذوب آهن)
- عیسی ترائوره (سایپا)
- ادینهو (مس کرمان)

۹
- کریم باقری (پیروزی)
- علیرضا واحدی نیکبخت (پیروزی)
- روح‌الله بیگدلی (مس کرمان)

۸
- سید مهدی سید صالحی (پیکان)
- مجتبی جباری (استقلال)
- ستار زارع (برق شیراز)
- مجتبی زارعی (راه آهن)
- اسماعیل فرهادی (ذوب آهن)
- سجاد فیض اللهی (فولاد)
- محمد نوری (صبا قم)

### پاس گل
۹
- اسماعیل فرهادی (ذوب آهن)
- محمد رضا خلعتبری (ذوب آهن)
- ایوان پتروویچ (پیروزی)

۸
- حسن اشجاری (ذوب آهن)
- فابیو جانواریو (استقلال)

۷
- مهدی شیری (برق شیراز)
- خسرو حیدری (استقلال)
- محسن یوسفی (صبا قم)

۶
- علی کریمی (پیروزی)
- محمد پروین (سایپا)
- جواد شیرزاد (پاس همدان)
- مهرداد کریمیان (پاس همدان)
- ادینهو (مس کرمان)

### کارت
| بازیکن              | کارت زرد | کارت زرد · کارت قرمز | کارت قرمز | تیم           |
| ------------------- | -------- | -------------------- | --------- | ------------- |
| محمد رضا خلعتبری    | ۱۰       | ۱                    | ۰         | ذوب آهن       |
| محمد مطوری          | ۱۰       | ۰                    | ۱         | پیام          |
| محسن ارزانی         | ۸        | ۱                    | ۰         | پیام          |
| علیرضا جلیلی        | ۹        | ۰                    | ۰         | پیام          |
| مرتضی برگی زر       | ۹        | ۰                    | ۰         | پیام          |
| محمد آقامحمدی       | ۹        | ۰                    | ۰         | استقلال اهواز |
| میثم خسروی          | ۹        | ۰                    | ۰         | پیکان         |
| آدریانو آلوز        | ۹        | ۰                    | ۰         | داماش گیلان   |
| محسن بنگر           | ۷        | ۱                    | ۰         | سپاهان        |
| امید خورج           | ۵        | ۱                    | ۲         | پاس همدان     |
| حنیف عمرانزاده      | ۷        | ۱                    | ۰         | پاس همدان     |
| علیرضا واحدی نیکبخت | ۷        | ۰                    | ۱         | پیروزی        |
| مازیار زارع         | ۸        | ۰                    | ۰         | پیروزی        |

### بیشترین بازی
۳۳
- وحید طالب‌لو (استقلال تهران)

۳۲
- مرتضی اسدی (صبای قم)
- مرتضی ابراهیمی (مس کرمان)

۳۱
- مهدی رحمتی (مس کرمان)

## خلاصه لیگ
- در اواسط فصل باشگاه فوتبال پگاه گیلان فعالیت‌های خود را متوقف کرده و داماش ایرانیان (آب معدنی داماش) با مدیر عاملی امیر عابدینی امتیاز این باشگاه را خریده و به داماش ایرانیان تغییر نام داد.
- تیم‌های استقلال تهران و ذوب آهن اصفهان با توجه به تفاضل امتیازشان، ۳ هفته مانده به پایان این دوره از لیگ جواز حضور در لیگ قهرمانان آسیا ۲۰۱۰ مرحله گروهی را کسب نمودند.
- تیم برق شیراز در هفته ۳۲ به لیگ یک سقوط کرد. این تیم تا هفته ششم در صدر جدول لیگ برتر قرار داشت ولی بعد از آن روند نزول و باخت‌های این تیم آغاز شد به‌طوری‌که با تغییر دو مربی هم نتوانست این تیم نجات پیدا کند.
- تیم داماش گیلان در هفته ۳۳ به لیگ یک سقوط کرد.
- تیم فوتبال استقلال تهران در روز آخر با برد ۰–۱ در مقابل پیام خراسان و با توجه به باخت ۱–۴ ذوب آهن در مقابل باشگاه فوتبال فولاد خوزستان به دلیل تفاضل گل بهتر برای دومین بار در تاریخ هشت ساله لیگ برتر و هشتمین بار در تاریخ لیگ فوتبال ایران به مقام قهرمانی دست یافت.
- تیم  پیام خراسان در هفته آخر تنها به خاطر تفاضل گل کمتر نسبت به همشهری خود ابومسلم خراسان به رقابت‌های دسته یک سقوط کرد.
- تیم فوتبال مس کرمان برای اولین بار به همراه استقلال و ذوب آهن به مسابقات لیگ قهرمانان آسیا ۲۰۱۰ مرحله گروهی صعود کرد.
- تیم فوتبال ابومسلم در بازی آخر بدون سرمربی حاضر شد و مدیرعامل این تیم بر روی نیمکت نشست.
- اصغر مدیر روستا که از تیم پیکان اخراج شده بود بعد از چند روز دوباره به عنوان سرمربی تیم انتخاب شد.

### ترین‌ها
- بهترین خط حمله : استقلال تهران با ۷۰ گل زده
- بهترین خط دفاع: استقلال تهران و فولاد سپاهان اصفهان با ۳۴ گل خورده
- بهترین تفاضل گل: استقلال تهران با +۳۶
- بدترین تفاضل گل: پیام خراسان با -۱۹
- بدترین خط حمله: ملوان با ۳۱ گل زده
- بدترین خط دفاع: داماش گیلان با ۵۶ گل خورده
- بیشترین برد: استقلال و ذوب‌آهن با ۱۹ برد
- بیشترین تساوی: صبای قم با ۱۷ مساوی
- کمترین تساوی: استقلال اهواز با ۷ مساوی
- بیشترین باخت: برق شیراز با ۲۰ باخت
- کمترین باخت: صبای قم با ۵ باخت
- سایر:
  - اولین گل لیگ:  علی انصاریان (۸۵-پ) (استقلال)
  - آخرین گل لیگ:  مصطفی چترآبگون (۳+۹۰) (پاس همدان)
  - بداخلاق‌ترین تیم: پیام خراسان با ۸۷ کارت زرد و ۴ کارت قرمز
  - خوش‌اخلاق‌ترین تیم:

### رکوردها
- تیم فوتبال مس کرمان در این دوره تنها تیمی بود که در خانه مغلوب میهمان خویش نشد.
- استقلال تهران برای اولین بار در ادوار لیگ برتر به رکورد ۷۰ گل زده در یک فصل رسید.